# Franz-Josef Sauberer
Franz-Josef Sauberer (geboren 26. Februar 1904 in Wien, Österreich-Ungarn; gestorben 11. Oktober 1944 ebenda) war ein österreichischer Bergsteiger in der Sowjetunion.

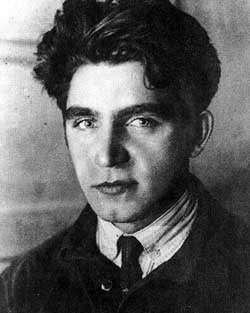
Franz-Josef Sauberer (ohne Jahr)

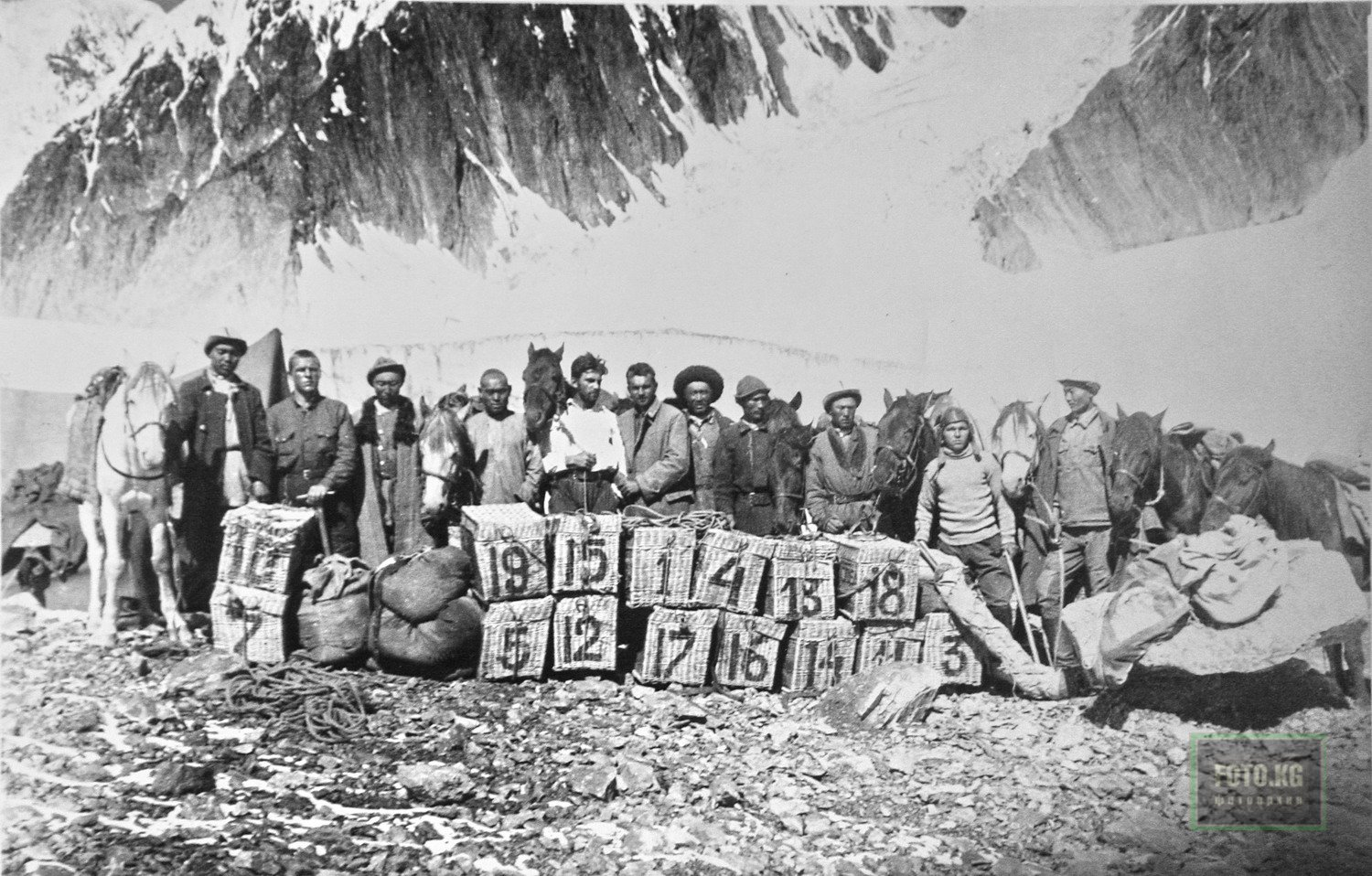
Expedition 1931 (Sauberer in der Mitte??)

## Leben
Franz-Josef Sauberer wurde als zehntes Kind eines Eisenbahners im Wiener Gemeindebezirk Favoriten geboren und wurde ungelernter Arbeiter in Südtirol. Mit vierzehn Jahren begann er Berge zu besteigen. Nach dem Ersten Weltkrieg übersiedelte die Familie nach Wien, und er arbeitete in einer Metallfabrik. Er trat in die KPÖ ein und wurde wegen politischer Aktivitäten mehrmals verhaftet. Wegen einer drohenden Gefängnisstrafe emigrierte er im Mai 1926 in die Sowjetunion und fand in Charkow Arbeit als Maschinenschlosser in einem Betrieb für Bergbauausrüstungen. Ab 1928 war er aktives Mitglied der Kommunistischen Allunions-Partei (VKP (b)). Er wurde 1937 aus der Partei ausgeschlossen. 
Von 1929 bis 1931 nahm Sauberer an ukrainischen Expeditionen in den zentralasiatischen Tian Shan teil, wo ihm mehrere Erstbesteigungen von Sechstausendern gelangen. Sein größter Erfolg war 1931 die Erstbesteigung des Khan Tengri (7010 m) im Tian Shan, zusammen mit den Bergsteigern Boris Tjurin und Michail Pogrebeckij. In der Folge war er als Organisator und Ausbilder für die „Allunions-Gesellschaft für proletarischen Tourismus und Exkursionen“ (OPTĖ) tätig und erhielt 1935 den Titel „Meister des sowjetischen Bergsports“. 
Im Juni 1937 wurde er in einem Ausbildungslager am Elbrus im Kaukasus vom NKWD als Spion verhaftet, und nach mehr als einem halben Jahr in Untersuchungshaft wurde er Anfang 1938 nach Deutschland abgeschoben. Für die Kosten seiner Abschiebung stellte die deutsche Botschaft in Moskau Ende März 1938 umgerechnet 25 Reichsmark für Fahrtkosten zur Verfügung. Seine Frau Elvine Steinhauer gelangte schon vor ihm nach Wien. Sauberer hatte in der Sowjetunion mit einer anderen Frau eine Tochter, die er nie gesehen hat, da er vor ihrer Geburt verhaftet wurde. 
Als politisch unzuverlässig wurde Sauberer nicht in die Wehrmacht einberufen, sondern arbeitete in einer Fabrik. Sauberer kam 1944 bei einem amerikanischen Luftangriff auf Wien ums Leben.  

## Schriften
- Nationalisierung in einem Sowjetbetrieb, in: Die Rote Fahne, Wien, 24. Februar 1929